# University of Arkansas Clinton School of Public Service

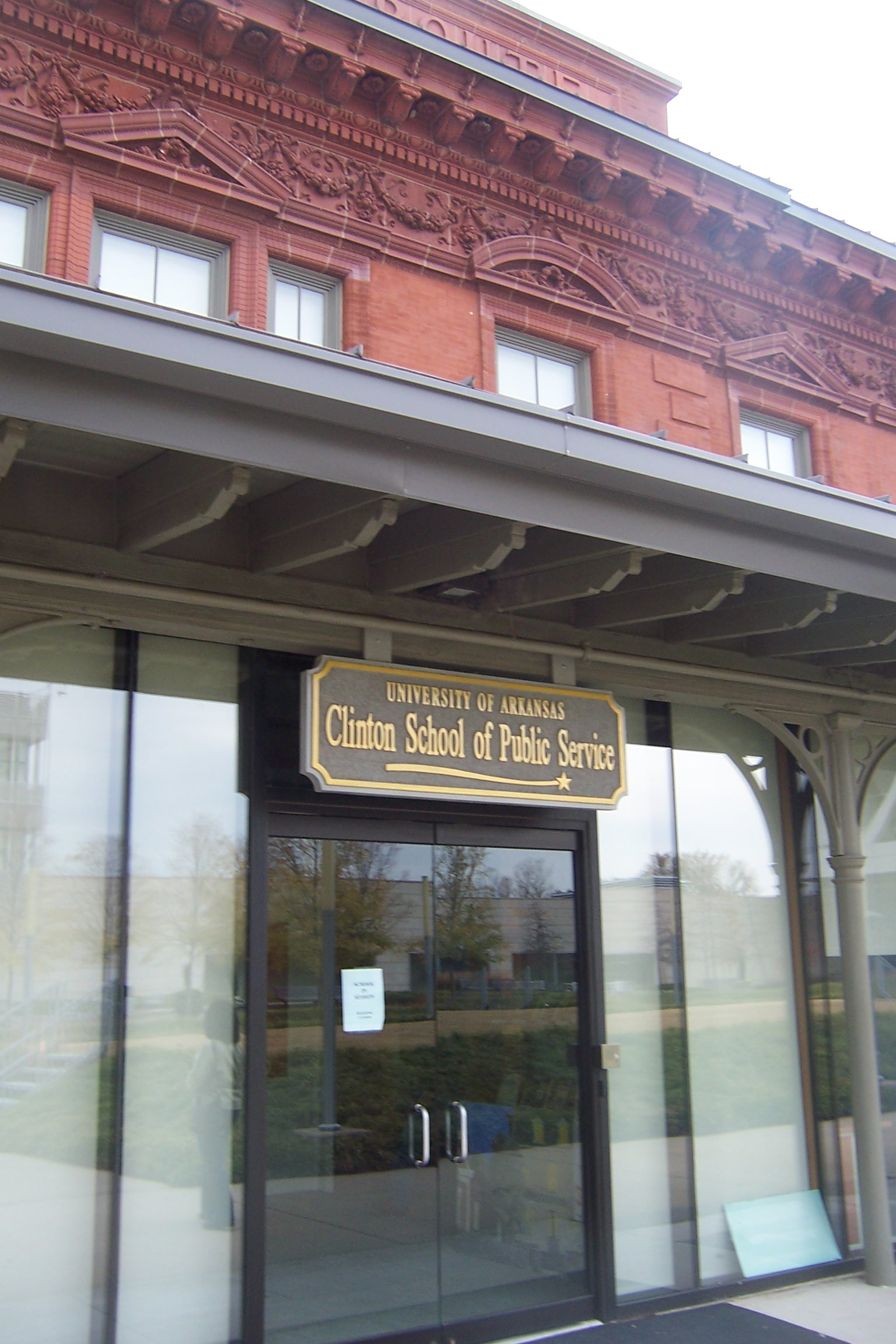
Eingang zur University of Arkansas Clinton School of Public Service in Little Rock, Arkansas (2008)

Die University of Arkansas Clinton School of Public Service (UACS) ist ein Teil der University of Arkansas at Little Rock auf dem Gelände des William J. Clinton Presidential Center & Park. Im Gründungsjahr 2005 waren 16 Studenten im zweijährigen Studiengang Master of Public Service (MPS) eingeschrieben. Die Clinton School of Public Service ist Teil des University of Arkansas System.
Zu den Gastlektoren gehören der Richter des obersten Gerichts Stephen Breyer, der Senator John C. Danforth, John Edwards, Henry Kissinger sowie der Bürgerrechtsaktivist John Lewis. Der ehemalige Präsident und Namensstifter Bill Clinton lehrt auch gelegentlich an der Hochschule.